# 番茄蛋湯

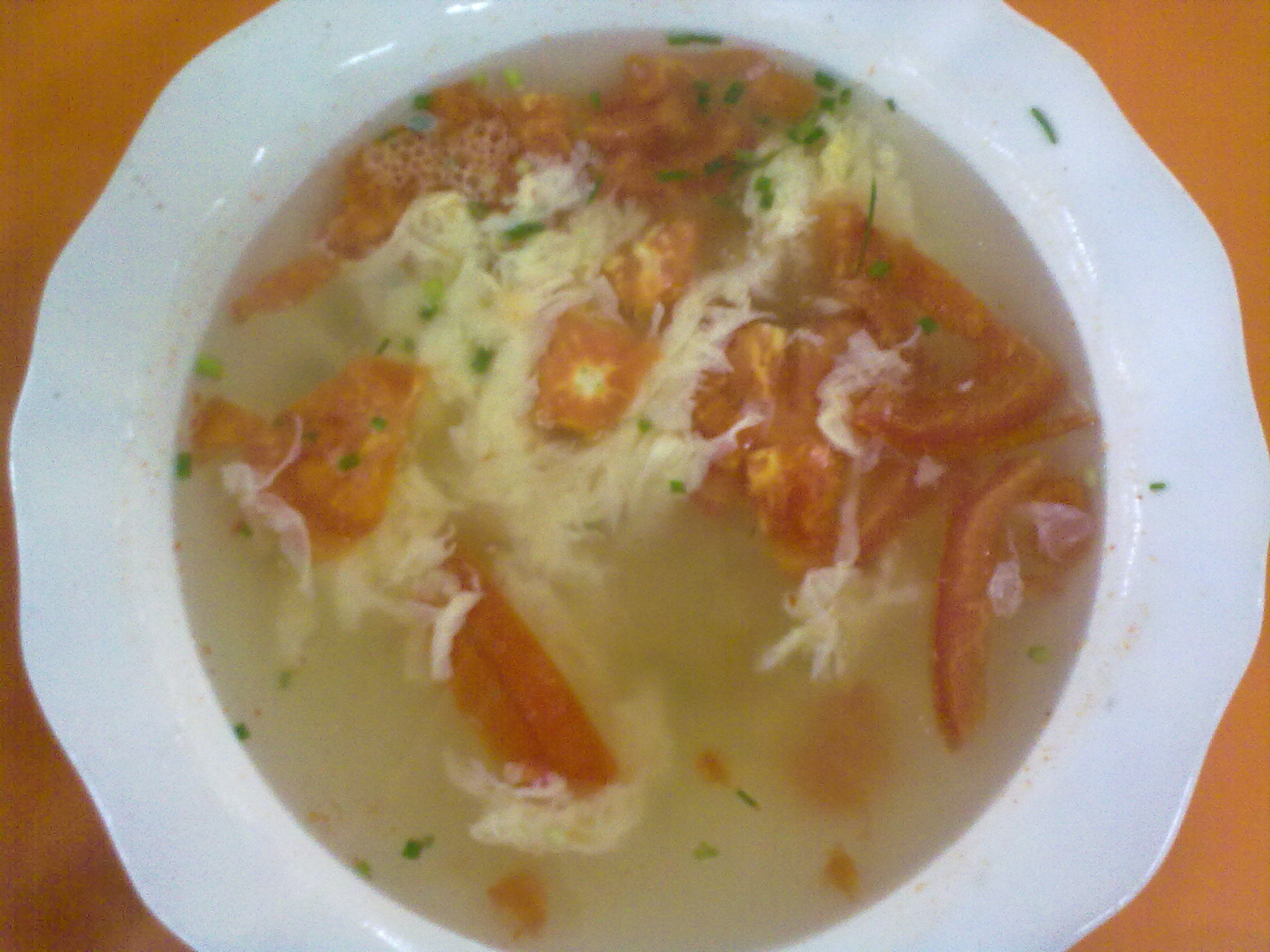
番茄蛋湯

番茄蛋湯是一道常見於華人社會的湯，主要以番茄和鸡蛋為主。它是一道相对容易制作的汤，因此是當地家庭中最普及的汤之一。番茄蛋湯由於蘊含番茄中的番茄红素，因而營養價值很高。
一般情况下，这道汤是用切得很粗的番茄，和切成0.5厘米左右的葱做成的。熬製这道汤需要用半升的水和少量的油。鸡蛋在熬製湯頭的最后階段放入，只需搅拌3分钟左右即可。一般在盖上盖子2分钟，等放入鍋子中的鸡蛋凝固后即可食用。
製作番茄蛋湯時有时也要去掉番茄皮，有时需要煮更长的时间。

## 主要原料
- 番茄
- 蛋
- 青蔥
- 油
- 食盐
- 味精
- 开水